# Smrekova smola
Smrekova smola je ena izmed vrst drevesnih smol, ki jo izloča smreka. Izmed vseh smol jo človek največkrat izkorišča, saj je smreka izmed vseh iglavcev izloča največ.

## Kemijska sestava
Kemijska sestava smrekove smole je podobna kot pri vseh iglavcih (glej rastlinska smola).

## Uporaba in pomen

### Ljudska medicina
Smrekova smola se v tradicionalnem zdravilstvu pojavlja v različnih oblikah, največkrat pa v obliki mazil (npr. smrekovo mazilo ali smolno mazilo (ang. resin salve)). Ima močan protimikrobni učinek. Zavira rast bakterij, kot so Proteus vulgaris, Staphylococcus aureus ter na penicilin odporne MRSA ter na vankomicin odporne VRE.
V ljudskem zdravilstvu na Slovenskem in po svetu se smrekova smola uporablja za zdravljenje odrgnin, artritisa, turov, opeklin, prehlada, tuberkuloze, kašlja, driske in drugih prebavnih motenj, glavobola, vnetij grla, revmatizma, kamnov, tumorjev in ran.
Smrekovo smolo so uporabljali tudi ameriški indijanci za zdravljenje kožnih poškodb, kot so vreznine in odrgnine.

### Prehrana
Ameriški indijanci so iz smole izdelovali žvečilnemu gumiju podobno stvar (smrekova žvečilka (ang. spruce gum). To je bila tudi idejna osnova za današnji žvečilni gumi.

### Druga področja uporabe
Iz smrekove smole in drugih smol iglavcev so pridobivali terpentin, ki se v največji meri uporablja v industiji.

### Jantar
Smola iglavcev se na zraku strdi in nastane trdna prozorna snov, ki sčasoma fosilizira (jantar). Takšni kosi jantarja so cenjen nakit, prav tako pa pomembni v arheologiji.